# 得川親季
得川 親季／世良田 親季（とくがわ ちかすえ／せらだ ちかすえ）は、南北朝時代から室町時代初期の武将。新田氏の分家の得川氏の一族。新田義宗の庶子とされ、兄弟に宗親、政親。

## 概要
鎌倉公方の足利満兼に上野国新田郡得川郷の領地を与えられたとされる。
後年、松平清康とその孫の徳川家康は自身を源氏の系譜に繋げるべく、親季の子孫と自称した。

## 創作上の親季
江戸期に記された偽書『浪合記』によると、元中2年/至徳2年12月朔日（1385年1月）に、尹良親王（南北朝時代の後醍醐天皇の孫、宗良親王の皇子）が、三河国を目指すために信濃国浪合村で、足利将軍家方の一色氏と細川氏の軍勢と戦って、父の政義および叔父の義秋をはじめ、羽河景庸・熊谷直近とともに戦死したと述べている（浪合の合戦）。